# Teen Second Life
Teen Second Life je različica Second Lifa posebej rezervirana za mladostnike, ki se približujejo mladostnemu pohlepu. Javno je bil odprt za javnost 14. februarja 2005, za ljudi stare med 13 in 17 letom, ki pa morajo vnesti prave podatke o sebi. Sprva je bil Second life za mladostnike na voljo le od 12h do 22h zvečer, s 1. januarjem 2006 pa so to uro razširili kar na cel dan. 

## Jedro
Razlike med Second life-om namenjenim za vse starejše od 17.leta in tistim posebej za mladostnike:

### Dostop
Že sama registracija je za mladostnike brezplačna, vendar pa morajo predložiti kakšne podatke o njihovi identiteti, da preverijo, da so podatki res pravi.

### Starost
- Mladostnik dobi dostop do Second life-a, ki je namenjen ostalim, ko dopolni 18 let.
- Mladostnikom, ki kršijo pravila uporabe je lahko popolnoma onemogočen dostop do nadaljnje uporabe Second life-a ali pa zbrišejo njihove podatke in jih prijavijo v Second life za mladostnike.
- Uporabniki, ki so prijavljeni na Second life-u za mladostnike in se ugotovi, da so starejši kot se izdajajo da so, se jim nemudoma onemogoči dostop do uporabe kateregakoli Second life-a, hkrati pa se njihove podatke sporoči Centru za pogrešane in zlorabljene otroke.
-   Odprto registracijo so hitro odstranili, zaradi večje varnosti otrok oz. da so preprečili dostop starejšim od 18. leta.
-    Nekaterim odraslim je omogočen dostop v Second life za mladostnike, vendar morajo prej dokazati, da nimajo nobenih hujših prekrškov v svoji preteklosti. Tudi, ko dobijo dostop se imenujejo 'dovoljeni odrasli', ki pa morajo ostati na svojem otoku – nimajo dostopa do mladostniških skupin in njihovega otoka.

### Demografija
Second life za mladostnike je razširjen predvsem v Ameriki in Kanadi. Povprečni obiskovalec je fant, star 16 let. Mladostniki vlagajo manj denarja oz. Linden dolarja, v zemljo.
Povprečni mladostnik v Second life-u, preživi 25% več časa v virtualnem svetu, kot uporabniki Second life-a starejši od 18 let. Obisk je tudi zelo povezan s koledarjem šolskih počitnic.

### Ozemlje
Second life za mladostnike je veliko manjši že v osnovi od tistega, ki je namenjen starejšim. Njihovo ozemlje predstavlja le delček tega, kar imajo na voljo potem v starejšem Second life-u. 

### Vsebina
Second life za mladostnike prepoveduje grdo govorjenje, grafično nasilje ali golost. Prostor naj bi omogočal možnost izobraževanja, spoznavanja in raziskovanja novih možnosti Second life-a. Poleg tega program vsebuje veliko vojaško populacijo, ki je podobna in hkrati drugačna od tiste v Second life-u za starejše. 

### Ekonomija
V svetu za mladostnike je drugačna ekonomija kot v svetu za odrasle. Cene ozemelj in predmetov so drugačne, tako kot je tudi povprečni dohodek ljudi, ki igrajo, drugačen. V obeh Second life-ih je denarna enota Linden dolar. 

## Izobraževalni projekti Second life-a za mladostnike
Linden Lab dovoljuje vzgojiteljem, da vstopajo v Second life in pripravljajo projekte na otokih. 
Izobraževalni projekti se delijo na dve kategoriji. Prva je dostopna vsem obiskovalcem Second life-a (javni projekt), druga pa je namenjena mladim, ki so vključeni v posebne projekte v 'resničnem življenju' (privatni projekt). V te privatne projekte nimajo dostopa vsi mladi obiskovalci Second life-a. 
Javni projekti:
- 'Global Kids' je otok, kjer se lahko mladostniki naučijo o pomembnih socialnih in svetovnih temah. Ustanovila jo je neprofitna organizacija, ki ima sedež v New Yorku. To je bil prvi program, ki je vstopil v Second life za mladostnike. Otok je bil odprt marca 2006, ko so tudi priredili esejsko tekmovanje na temo 'Rešimo Darfur'. Poleti so že imeli naslednji intenzivni program 'Camp GK', ki je trajal štiri tedne. Mladi so se udeleževali delavnic na temo človeških pravic in politike v tujih državah. Jeseni pa so v sodelovanju z Unicefom gostili študenta Henryja Jenkinsa, ki je poskrbel za plesno zabavo in zraven razlagal o medijih in učenju.
- 'Eye4YouAlliance' je v sodelovanju z javno knjižnico in drugimi knjižničnimi sistemi, mladim omogočila, da ustvarijo svoje ponudbe v Second life-u.
- 'British Council Isle' – ideja, ki se skriva za tem projektom, je ustvariti 3D dostopni center namenjen predvsem tistim, ki se učijo angleško. Poleg tega pa še ponuditi medkulturni prostor za srečevanje tistih, ki se učijo angleško in tistih, ki je to njihov materni jezik. Ta otok ni namenjen učenju angleščine, ampak da uporabniki lahko vadijo jezik. Projekt, ki je v javnost prišel julija 2007, omogoča študentom veliko možnosti: od iger, lova na zaklad itd., ki pa temeljijo na jezikovnih namigih. Britanski otok predstavlja Veliko Britanijo – obiskovalci se lahko poučijo o njenem jeziku in kulturi.
- 'New Hope Fellowship'